# Пеляшковиці
Пеляшковиці (пол. Pielaszkowice, нім. Pläswitz) — село в Польщі, у гміні Уданін Сьредського повіту Нижньосілезького воєводства.
Населення — 223 особи (2011).
У 1975-1998 роках село належало до Легницького воєводства.

## Демографія
Демографічна структура станом на 31 березня 2011 року:
|          | Загалом | Допрацездатний вік | Працездатний вік | Постпрацездатний вік |
| -------- | ------- | ------------------ | ---------------- | -------------------- |
| Чоловіки | 112     | 20                 | 83               | 9                    |
| Жінки    | 111     | 20                 | 55               | 36                   |
| Разом    | 223     | 40                 | 138              | 45                   |